# Плосківська сільська рада (Балтський район)
Пло́сківська сільська́ ра́да — адміністративно-територіальна одиниця та орган місцевого самоврядування в Балтському районі Одеської області. Адміністративний центр — село Плоске.

## Загальні відомості
- Територія ради: 58,53 км²
- Населення ради: 999 осіб (станом на 2001 рік)

## Населені пункти
Сільській раді підпорядковані населені пункти:
- с. Плоске

## Населення
Згідно з переписом 1989 року населення сільської ради становило 1325 осіб, з яких 586 чоловіків та 739 жінок.
За переписом населення 2001 року в сільській раді мешкали 992 особи.

### Мова
Розподіл населення за рідною мовою за даними перепису 2001 року:
| Мова       | Відсоток |
| ---------- | -------- |
| українська | 95,6 %   |
| молдовська | 2,9 %    |
| російська  | 1,3 %    |
| білоруська | 0,1 %    |

## Склад ради
Рада складається з 14 депутатів та голови.
- Голова ради: Ковальчук Валентина Афанасіївна
- Секретар ради: Шквиря Валентина Григорівна

### Керівний склад попередніх скликань
| Прізвище, ім'я, по батькові     | Основні відомості                                                         | Дата обрання | Дата звільнення |
| ------------------------------- | ------------------------------------------------------------------------- | ------------ | --------------- |
| Усатенко Анатолій Васильович    | Сільський голова, 1948 року народження                                    | 26.03.2006   | 31.10.2010      |
| Ковальчук Валентина Афанасіївна | Сільський голова, 1963 року народження, освіта вища, член Партії регіонів | 31.10.2010   |                 |

Примітка: таблиця складена за даними сайту Верховної Ради України

### Депутати
За результатами місцевих виборів 2010 року депутатами ради стали:

#### За суб'єктами висування
| Суб'єкт висування                                       | Кількість обраних депутатів | %    |
| ------------------------------------------------------- | --------------------------- | ---- |
| Народна партія                                          | 6                           | 42,9 |
| Партія регіонів                                         | 4                           | 28,6 |
| Політична партія Всеукраїнське об'єднання «Батьківщина» | 4                           | 28,6 |

#### За округами
| № округу                                                | Прізвище, ім'я, по батькові   | Дата визнання обраним | Освіта  | Партійна приналежність                        | Відомості про обраного депутата                          |
| ------------------------------------------------------- | ----------------------------- | --------------------- | ------- | --------------------------------------------- | -------------------------------------------------------- |
| Народна Партія                                          |                               |                       |         |                                               |                                                          |
| 1                                                       | Шквиря Валентина Григорівна   | 06.11.2010            | вища    | член Народної партії                          | Плосківська сільська рада, секретар                      |
| 4                                                       | Яроменко Василь Борисович     | 06.11.2010            | середня | член Народної партії                          | фермерське господарство «Прогрес», водій                 |
| 5                                                       | Буга Наталія Євгеніївна       | 06.11.2010            | середня | член Народної партії                          | тимчасово не працює                                      |
| 6                                                       | Пожар Галина Миколаївна       | 06.11.2010            | середня | член Народної партії                          | відділення зв'язку, завідувачка                          |
| 8                                                       | Ільчук Юрій Іванович          | 06.11.2010            | середня | член Народної партії                          | пенсіонер                                                |
| 13                                                      | Калініченко Ірина Петрівна    | 06.11.2010            | середня | член Народної партії                          | Плосківський фельдшерсько-акушерський пункт, завідувачка |
| Партія регіонів                                         |                               |                       |         |                                               |                                                          |
| 2                                                       | Недомовна Валентина Моісєївна | 15.11.2010            | середня | член Партії регіонів                          | Плосківська сільська рада, бібліотекар                   |
| 7                                                       | Чустряк Тетяна Василівна      | 06.11.2010            | середня | член Народної партії                          | будинок культури, завідувачка                            |
| 9                                                       | Жолта Раїса Семенівна         | 06.11.2010            | середня | член Народної партії                          | Плосківська загальноосвітня школа, вчитель               |
| 14                                                      | Ковальчук Григорій Васильович | 06.11.2010            | середня | член Партії регіонів                          | тимчасово не працює                                      |
| Політична партія Всеукраїнське об'єднання «Батьківщина» |                               |                       |         |                                               |                                                          |
| 3                                                       | Білоус Світлана Борисівна     | 06.11.2010            | середня | член Всеукраїнського об'єднання «Батьківщина» | тимчасово не працює                                      |
| 10                                                      | Піндюр Сергій Андрійович      | 06.11.2010            | середня | член Партії регіонів                          | приватний підприємець                                    |
| 11                                                      | Яроменко Ганна Іванівна       | 06.11.2010            | вища    | член Всеукраїнського об'єднання «Батьківщина» | пенсіонер                                                |
| 12                                                      | Усатенко Віталій Сергійович   | 06.11.2010            | середня | член Всеукраїнського об'єднання «Батьківщина» | приватний підприємець                                    |